# Caresana (San Dorligo della Valle)
Caresana (Mačkolje in sloveno) è una frazione del comune di San Dorligo della Valle (TS), in Friuli-Venezia Giulia. Gli abitanti, in gran parte di madrelingua slovena, sono circa 300.
L'abitato confina con le frazioni di Crociata di Prebenico (Krizpot), Prebeneg, Mattonaia (Krmenka) e Dolina.

## Geografia
Caresana si affaccia sulla vallata dell'Ospo, a 3,5 km a sud-ovest del capoluogo comunale.

## Storia
Austro-ungarica fino al 1918 con il trattato di Rapallo del novembre 1920, Caresana passò sotto il controllo dell'Italia. Nel maggio 1921, durante le elezioni politiche, il paese fu attaccato da una spedizione punitiva fascista il cui intento era bruciare le urne elettorali ed impedire alla popolazione locale, di etnia slovena, di esercitare il proprio diritto al voto. Durante l'attacco, che causò la morte di una persona, alcune abitazioni vennero incendiate. Nel settembre 1943, in seguito all'armistizio di Cassibile, tutta la Venezia Giulia fu invasa dalle truppe naziste. Tra il 2 ed il 3 ottobre 1943 Caresana fu attaccata due volte dai tedeschi che bruciarono e distrussero gran parte dell'abitato. Al termine della seconda guerra mondiale la frazione si ritrovò nella Zona A del Territorio Libero di Trieste (TLT) e perciò venne annessa all'Italia nel 1954 in seguito al Memorandum di Londra.

## Monumenti e luoghi d'interesse
- Chiesa di San Bartolomeo Apostolo

## Cultura

### Eventi
L'ultimo fine settimana di maggio ha luogo la sagra delle ciliegie (praznik češenj in lingua slovena), festa con balli e canti che si ripropone annualmente dal 1962. Creata per celebrare il raccolto delle ciliegie attira visitatori da tutta la provincia di Trieste essendo famosa anche per essere una delle prime sagre della stagione.